# Erik Leue
Erik Leue (Magdeburgo, 9 de agosto de 1985) es un deportista alemán que compite en piragüismo en la modalidad de aguas tranquilas. Ganó cuatro medallas en el Campeonato Mundial de Piragüismo entre los años 2007 y 2013, y una medalla en el Campeonato Europeo de Piragüismo de 2009.

## Palmarés internacional
| Campeonato Mundial | Campeonato Mundial     | Campeonato Mundial | Campeonato Mundial |
| Año                | Lugar                  | Medalla            | Competición        |
| ------------------ | ---------------------- | ------------------ | ------------------ |
| 2007               | Duisburgo (Alemania)   | Medalla de plata   | C4 1000 m          |
| 2009               | Dartmouth (Canadá)     | Medalla de oro     | C2 1000 m          |
| 2013               | Duisburgo (Alemania)   | Medalla de oro     | C4 1000 m          |
| 2013               | Duisburgo (Alemania)   | Medalla de bronce  | C1 500 m           |
| Campeonato Europeo |                        |                    |                    |
| Año                | Lugar                  | Medalla            | Competición        |
| 2009               | Brandeburgo (Alemania) | Medalla de plata   | C2 1000 m          |